# Auxis
Auxis es un género de peces de la familia Scombridae, del orden Perciformes. Esta especie marina fue descubierta por Georges Cuvier en 1829.
Los fósiles de Auxis que se han encontrado datan de la época del Plioceno (5,3 a 3,6 millones).

## Especies
Especies reconocidas del género:
- Auxis rochei (Risso, 1810)
- Auxis thazard (Lacépède, 1800)

### Lectura recomendada
- Collette, B.B. and C.R. Aadland 1996, Pacific. Fish. Bull. 94:423-441(Fishbase Ref. 32349).
- Collette, Bruce B., and Cornelia E. Nauen. 1983. Scombrids of the World: An Annotated and Illustrated Catalogue of Tunas, Mackerels, Bonitos and Related Species Known to Date. FAO Fisheries Synopsis, no. 125, vol. 2. 137.
- Shiino, Sueo M. 1976. List of Common Names of Fishes of the World, Those Prevailing among English-speaking Nations. Science Report of Shima Marineland, no. 4. 262.
- Bruce B. Collette, Cornelia E. Nauen: Scombrids of the world. An annotated and illustrated catalogue of tunas, mackerels, bonitos and related species known to date (= FAO Species Catalogue. Bd. 2 = FAO Fisheries Synopsis. Nr. 125, Bd. 2). United Nations Development Programme u. a., Rom 1983, ISBN 92-5-101381-0.